# 钱德谦
钱德谦，宋朝政治人物。
钱德谦曾于1215年接替李百寿任华亭县知县一职，1218年由陈鋾接任。